# Austin County
Austin County er et county i den amerikanske delstat Texas. Amtet ligger i de sydøstlige del af delstaten. Amtet grænser op til Washington County i nord, Waller County i øst, Fort Bend County i sydøst, Wharton County i syd, Colorado County i vest og mod Fayette County i nordvest.
Austin Countys totale areal er 1.700 km² hvoraf 10 km² er vand. I 2000 havde amtet 23.590 indbyggere og administrationscenteret ligger i byen Bellville. Amtet har fået sit navn efter Stephen F. Austin.
29°53′N 96°17′V / 29.88°N 96.28°V